# ルームメイトW 〜ふたり〜
『ルームメイトW（ダブル）〜ふたり〜』は、データム・ポリスターが1999年1月14日に発売したセガサターン用の美少女ゲームソフトである。本体の時計機能を使ったリアルタイムコミュニケーションソフト。時間帯によって部屋の様子やイベントが変化する。女の子が寝言を言う時や、携帯電話から伝言が来る場面などが用意されている。

## 作品の概要
- ROOMMATE1 - 3との関連性は、ヒロインの1人・優子が井上涼子（会話中で「伝説の先輩」として言及される）と同じ高校に通っている点を除いて余り無い。
- 本作より（ゲームと無関係の作品をシリーズに組み入れた『おくさまは女子高生』を除き）事実上のシリーズ最終作である『井上涼子〜ラストシーン〜』（DC）まで丸藤広貴(弟はプロレスラーの丸藤正道)がキャラクターデザインを手がける。なお、本作のキャラクター原案はたくま朋正でなく原田将太郎である。
- バグにより本来、用意されていたかおりエンドは見ることが出来ない。その関係からか、メディアワークスより発売される予定であった本作の攻略本は発売中止となっている（データムは「仕様」であると主張）。

### 登場人物
山口 優子（やまぐち ゆうこ・声：疋田由香里）
- 東京都立橘南（たちばなみなみ）高等学校3年生
- 出身地：宮城県仙台市
- 生年月日：1980年5月5日
- 趣味：ガーデニング、ピアノ演奏

井上涼子が卒業した高校に仙台から編入。家族と共に上京する予定だったが、父親の仕事の関係から、家族より先に上京した。母親同士が親友でもあり主人公の家に滞在する事が多くなる。男性と接することには慣れていなく、少女漫画に登場するような少年だと思っている。甘え上手な18歳。
佐藤 かおり（さとう かおり・声：藤巻恵理子）
- 看護学校生
- 出身地：静岡県静岡市
- 生年月日：1979年6月10日
- 趣味：料理、水泳、児童書を読むこと

静岡県の高校を卒業し、今は地元の看護専門学校に通う19歳。その専門学校は東京に姉妹校があり、交換実習生として上京したが、宿舎が見つからなかった。やむなく東京在住の身寄りを頼って主人公の家を訪れることになる。おおらかで面倒見が良く、特技は家事全般。特に料理はかなりの腕前で素材にも厳しい。

## 電撃G's文庫のノベライズ
メディアワークスの電撃G's文庫より本作のノベライズが刊行されている。
- ルームメイトW 優子とかおりの場合（紺野たくみ・著、丸藤広貴・画）